# 九江城内天主堂
九江城内天主堂位于中国江西省九江市浔阳区，浔阳区庾亮南路43号。
九江市区原有两座天主堂，一座在城里，一座在城外。
九江城内天主堂名为天主圣三堂，位于庾亮南路43号，是市区第一座教堂，由法国遣使会传教士创建于1862年，是一座青砖砌筑的哥特式建筑，单钟楼式，设有花窗玻璃。1863年，受南昌教案影响，天主教江西教区的主教府迁至九江。
九江城外天主堂规模更大，位于湓浦路18号，旧时地处西门外。九江开埠后，西门外辟为九江英租界。1871年，天主教江西教区白振铎主教决定购买长江南岸的滨江路和湓浦路地基，动工兴建宏伟壮观的城外天主堂及主教楼，到1880年6月27日全部竣工。该堂为哥特式风格，立面用红色砂岩砌筑，两侧是两座高大的钟楼，装饰有大量的雕刻、壁画和花窗玻璃。占地面积3500平方米。九江城外天主堂建成后，成为天主教江西教区的主教座堂。1946年4月11日，天主教九江西代牧区升格为南昌总教区，新任总主教周济世将主教座堂由九江迁往南昌松柏巷天主堂。1950年代，九江城外天主堂曾改为电影放映厅，文革期间，两座钟楼被拆除。1982年，产权归还天主教会。但1984年兴建扬子江大楼时，将九江城外天主堂全部拆除。
此后，九江市区只有一座城内天主堂。2004年，该堂公布为第三批九江市文物保护单位。